# Accogliere un bambino. Da 0 a 3 anni proposte per genitori ed educatori
Accogliere un bambino. Da 0 a 3 anni proposte per genitori ed educatori è un saggio pedagogico di Grazia Honegger Fresco del 2013 edito dalla casa editrice La Meridiana.
Scopo del testo è educare alla pace, creare un ambiente adatto al neonato che viene immerso in un mondo caotico e tecnologico; un invito a rivalutare la relazione intima con la madre nei primi mesi di vita, per rafforzare il bambino ad esplorare gradualmente l’ambiente esterno nelle tappe successive fini ai tre anni. Il bambino è presentato come un nuovo essere umano pieno di potenzialità che diverrà un adulto; con la sua creatività, nelle varie fasi di crescita il bambino deve essere sostenuto dall’ambiente famigliare circostante a preservare la sua originalità con cui esplora e comprende se stesso e il mondo. Genitori ed educatori hanno una responsabilità educativa: in questo testo, la pedagogista si propone di dare alcuni suggerimenti pratici.

## Caratteristiche
La pedagogista si pone molte domande che condivide con i lettori e ne esplora possibili risposte corredate di considerazioni e riflessioni, che nascono dall’esperienza con i bambini e le loro figure di riferimento, genitori ed educatori. Fa riferimento al metodo montessoriano e ad altri studiosi di cui presenta una bibliografia ragionata, utile per poter scegliere testi di riferimento in base ai propri interessi e necessità. Inoltre, offre spunti di riflessione su alcuni concetti chiave dell’educazione in questa fase delicata dei primi mesi di vita. Propone consigli pratici in alcune aree di osservazione.

## Struttura
Parte Prima: dall’attesa alla nascita. consigli pratici. Il bosco alla rovescia - La cura della prole - La mente del bambino non si muove a caso - Ordine: che cosa significa? - All’insegna della continuità - Gioco ovvero le mani in azione.
Parte Seconda: inizia il gioco! Piccola premessa. - Tra i tre e i sei mesi. - Tra i sei e i nove mesi. - Tra i nove e i dodici mesi. - Dai dodici ai diciotto mesi. - Finalmente in piedi. - Dai diciotto mesi ai due anni. - Tra il secondo e il terzo anno. - Bambini e Tv: 12 punti. - Materiale da gioco e giocattoli per bambini da 0 a 3 anni a cura di Lidia Magistrati. - Libri per bambini da 1 a 3 anni a cura di Maddalena Bonza. – Bibliografia ragionata per genitori di bambini da 0 a 3 anno.

## Contenuti
I genitori sembrano aver rinunciato ad assumere un ruolo educativo.
Il periodo di gestazione è diventato troppo medicalizzato (analisi e strumenti diagnostici): un bene per la tutela della salute della madre e del bambino e quindi una conquista, tuttavia andrebbe recuperato il rapporto intimo madre-figlio nella endogestazione (prima della nascita) e nella esogestazione (nei primi mesi di vita del neonato).
È importante seguire i tempi di natura nella crescita del bambino, nella sua esplorazione di sé e dell’ambiente circostante è bene che siano mature le sue capacità, quelle che la natura dispone in modo adeguato. I genitori devono assecondare con l’osservazione attenta, per aiutare il bambino basta mostrare e dare l’esempio, senza anticipare i tempi o inibire la loro capacità creativa innata.
Il nido, è una scelta del bambino o una necessità del genitore? Si consiglia di osservare il tempo giusto per il nido, quanto il bambino sia partecipe della vita famigliare, quale approccio presenti alle novità.
Maria Montessori ha individuato tre periodi sensitivi che segnano la crescita progressiva in questi mesi: periodo dell’ordine, periodo del linguaggio, periodo del movimento.
Le istituzioni considerano uguali le tappe di apprendimento dei bambini, fissando traguardi educativi standard: sarebbe auspicabile un sistema educativo per asili nido e scuole che davvero si adattino a loro, che ne accolgano le differenze senza metterli in difficoltà.
Cosa rende così speciale e diverso un bambino da un adulto nei primi mesi e tre anni di vita? il suo modo di conoscere il mondo e farlo proprio, con esplorazione graduale progressiva, per assimilazione e creatività personalizzata, ogni bambino è unico. Ogni bambino per conoscere ha bisogno di ambiente protetto, affettivo, incoraggiante: bisogna favorire il successo di sé (“aiutami a fare da solo”).
Fino a che punto il bambino si ispira alle azioni degli adulti di riferimento? Il neuroscienziato Giacomo Rizzolati spiega l’apprendimento per imitazione con il concetto di neuroni a specchio, basta vedere un’azione per spingere chi la vede a replicarla; tuttavia, il lavoro approfondito con i più piccoli porta ad affermare anche che l’innata creatività individuale conduce poi ciascuno a distanziarsi, procedendo per elaborazioni personali in un clima protettivo e incoraggiante, procedendo a tentoni e per errori.
I genitori non devono riversare i loro sogni mancati sui figli, poiché questo meccanismo blocca nei bambini la spinta naturale alla creatività, le capacità di scelta e preferenza.
Continua ad esserci una scarsa considerazione dei primi mesi e dei primi anni di un bambino, dalla famiglia alla scuola. Fare bene le cose quando c’è un bambino significa porre un mattone solido nel futuro del Paese e dell’umanità.